# Porella canariensis
Porella canariensis là một loài rêu tản trong họ Porellaceae. Loài này được (F. Weber) Underw. miêu tả khoa học lần đầu tiên năm 1897.